# دومينيك باربيريس
دومينيك باربيريس (بالفرنسية: Dominique Barbéris) (و. 1958 – م) هي كاتبة، وكاتبة سيناريو، وناقدة أدبية، ومقالاتية من فرنسا. ولدت في الكاميرون.

## التعليم
تعلمت في جامعة باريس، ومدرسة الأساتذة العليا.

## جوائز
حصلت على جوائز منها:
- جائزة دو ماغو [الإنجليزية]‏.

## وصلات خارجية
- دومينيك باربيريس على موقع IMDb (الإنجليزية)
- دومينيك باربيريس على موقع ألو سيني (الفرنسية)
- دومينيك باربيريس على موقع كينوبويسك (الروسية)